# جیمی زوبل دی آیالا
جیمی زوبل دی آیالا (انگلیسی: Jaime Zobel de Ayala؛ زادهٔ ۱۹۳۴) کارآفرین، بانکدار، سیاست‌مدار و مدیر ارشد اجرایی فیلیپینی است، که در حال حاضر به‌عنوان رئیس هیئت مدیره شرکت آیالا کورپوریشن فعالیت می‌کند.